# Terpsichore
Terpsichore, rod pravih paprati (papratnice) iz potporodice Grammitidoideae, dio porodice Polypodiaceae, red Polypodiales. Postoji 16 vrsta u neotropima (Antili, Srednja i Južna Amerika).
Tipiočna vrsta je Terpsichore asplenifolia (L.) A.R.Sm. Rod je opisan u Novon 3(4): 479. 1993.

## Vrste
1. Terpsichore alfaroi (Donn.Sm.) A.R.Sm.
2. Terpsichore alsophilicola (Christ) A.R.Sm.
3. Terpsichore asplenifolia (L.) A.R.Sm.
4. Terpsichore atroviridis (Copel.) A.R.Sm.
5. Terpsichore bipinnata (Stolze) A.R.Sm.
6. Terpsichore chrysleri (Copel.) A.R.Sm.
7. Terpsichore dolorensis (Hieron.) A.R.Sm.
8. Terpsichore eggersii (Baker ex Hook.) A.R.Sm.
9. Terpsichore exornans (Maxon) A.R.Sm.
10. Terpsichore flexuosa (Maxon) A.R.Sm.
11. Terpsichore hanekeana (Proctor) A.R.Sm.
12. Terpsichore jenmanii (Underw. ex Maxon) A.R.Sm.
13. Terpsichore lehmanniana (Hieron.) A.R.Sm.
14. Terpsichore liogieri (Proctor) A.R.Sm.
15. Terpsichore paulistana (Brade & Rosenst.) A.R.Sm.
16. Terpsichore staheliana (Posth.) A.R.Sm.